# Sigerslev
Sigerslev ist ein Ort auf der dänischen Insel Seeland. Er gehört zur Gemeinde Stevns in der Region Sjælland und hat weniger als 200 Einwohner (Stand 1. Januar 2025).

## Entwicklung der Einwohnerzahl
| Jahr           | Einwohner |
| -------------- | --------- |
| 1. Januar 1976 | 241       |
| 1. Januar 1981 | 231       |
| 1. Januar 1986 | 217       |
| 1. Januar 1990 | 213       |
| 1. Januar 1996 | 212       |
| 1. Januar 2000 | 228       |
| 1. Januar 2004 | 220       |
| 1. Januar 2008 | 226       |
| 1. Januar 2009 | 221       |
| 1. Januar 2010 | 220       |

## Verwaltungszugehörigkeit
- 1. April 1970 bis 31. Dezember 2006: Stevns Kommune, Storstrøms Amt
- seit 1. Januar 2007: Stevns Kommune, Region Sjælland

## Persönlichkeiten
- Niels Erik Nielsen (1924–1993), Schriftsteller